# Ставрович, Николай Григорьевич
Николай Григорьевич Ставрович (1857—1933) — генерал-лейтенант, начальник 2-й гренадерской и 27-й пехотной дивизий, герой Первой мировой войны.

## Биография
Православный.
Окончил Владимирскую Киевскую военную гимназию (1874) и 1-е военное Павловское училище (1876), откуда выпущен был прапорщиком в 15-ю артиллерийскую бригаду, с которой участвовал в русско-турецкой войне 1877—1878 годов. Произведен в подпоручики 26 декабря 1877 года.
В 1885 году окончил Николаевскую академию Генерального штаба по 1-му разряду и 29 марта того же года был произведен из штабс-капитанов в капитаны. 26 ноября 1885 года переведен в Генеральный штаб с назначением старшим адъютантом штаба 16-й пехотной дивизии. 1 апреля 1890 года произведен в подполковники, с назначением штаб-офицером для особых поручений при штабе 4-го армейского корпуса. 10 августа 1891 года назначен начальником строевого отдела штаба Ивангородской крепости. 4 апреля 1894 года назначен штаб-офицером при управлении 46-й пехотной резервной бригады, а 17 апреля того же года произведен в полковники «за отличие по службе». 25 января 1898 года назначен начальником штаба 43-й пехотной дивизии, а 5 марта 1901 года — командиром 99-го пехотного Ивангородского полка.
1 июня 1904 года произведен в генерал-майоры «за отличие по службе», с назначением командиром 2-й бригады 61-й пехотной дивизии, с которой вступил в русско-японскую войну. 3 декабря 1904 года назначен начальником штаба 5-го Сибирского армейского корпуса. Был награждён золотым оружием «за храбрость». 17 октября 1906 года назначен начальником штаба 22-го армейского корпуса. 1 мая 1911 года произведен в генерал-лейтенанты «за отличие по службе», с назначением начальником 2-й гренадерской дивизии, с которой и вступил в Первую мировую войну. Удостоен ордена Св. Георгия 4-й степени
За бой под Суходолом и за атаку фольварка Дамбрувка 25, 26 и 27 августа, причем лично принимал участие в устройстве боевой линии под сильным огнем неприятеля.
9 декабря 1915 года отчислен от должности за болезнью, с назначением в резерв чинов при штабе Минского военного округа. 10 марта 1916 года назначен начальником 27-й пехотной дивизии. С 18 апреля 1917 года состоял в чинов при штабе Минского военного округа, а с 16 июня того же года — при штабе Московского военного округа.
С мая 1918 года служил в гетманской армии, был переименован в генеральные значковые, состоял членом Думы Георгиевских кавалеров в Киеве. После свержения гетмана Скоропадского присоединился к Добровольческой армии, затем — в Вооруженных силах Юга России. Был эвакуирован, 17 июля 1920 года вернулся в Русскую армию в Крым.
В эмиграции в Югославии. Состоял членом Общества офицеров Генерального штаба. Умер в 1933 году в Загребе. Похоронен на местном кладбище.

## Семья
Был женат, его сыновья:
- Борис (1887—1938), окончил Полоцкий кадетский корпус (1906) и Николаевское кавалерийское училище (1908), ротмистр 18-го гусарского Нежинского полка. Участник Белого движения в составе Добровольческой армии и ВСЮР, полковник. В эмиграции в Югославии, затем во Франции.
- Владимир (1889—1985), окончил Полоцкий кадетский корпус (1907) и Николаевское кавалерийское училище (1909), ротмистр 18-го гусарского Нежинского полка. Участник Белого движения на Юге России, полковник Генерального штаба. В эмиграции в Югославии, служил в Русском корпусе.

## Награды
- Орден Святого Станислава 3-й ст. (1882)
- Орден Святой Анны 3-й ст. (1887)
- Орден Святого Станислава 2-й ст. (1890)
- Орден Святой Анны 2-й ст. (1896)
- Орден Святого Владимира 4-й ст. (1900)
- Орден Святого Владимира 3-й ст. с мечами (1905)
- Золотое оружие «За храбрость» (ВП 16.12.1907)
- Орден Святого Станислава 1-й ст. (1908)
- Орден Святой Анны 1-й ст. (ВП 6.12.1913)
- Орден Святого Георгия 4-й ст. (ВП 27.09.1914)
- Орден Святого Владимира 2-й ст. с мечами (ВП 15.01.1915)
- мечи к ордену Св. Анны 1-й ст. (ВП 15.01.1915)
- Орден Белого Орла с мечами (ВП 18.03.1915)
- мечи к ордену Св. Станислава 1-й ст. (ВП 11.08.1915)
- Высочайшее благоволение «за отличия в делах против неприятеля» (ВП 29.09.1916)